# Jaan Vorms
Jaan Vorms (auch Ivan; Pseudonyme Mats Muhulane, J. Muhulaid, Muhu-Madis, W., * 17. Maijul. / 29. Mai 1885greg. in Viira (Muhu); † 3. Dezember 1936 in Kuressaare) war ein estnischer Journalist und Schriftsteller.

## Leben und Werk
Vorms besuchte die Dorfschule in Päelda und lernte später auf dem Gut Loobu, Gemeinde Kadrina, Forstwirtschaft. Seit dem frühen 20. Jahrhundert schickte er seine Arbeiten an verschiedene Zeitungen, die sie teilweise unter Pseudonym veröffentlichten. Im Februar 1919 beteiligte er sich am Aufstand von Saaremaa, seit 1920 war er Redakteur bei der in Kuressaare erscheinenden Zeitung Meie Maa ('Unser Land'), deren Chefredakteur er 1924 wurde. Er starb an Tuberkulose.
In seinen Dorfgeschichten legte er Wert auf Lokalkolorit und Heimatgeschichte. Seine Erzählungen wurden für ihre Sachkenntnis gelobt, wenngleich sie stilistisch-künstlerisch nicht allzu hoch bewertet wurden.

## Bibliografie
- Punased leegid. Kaks Saaremaa juttu ('Rote Flammen. Zwei Geschichten aus Saaremaa'). Tartu: Noor-Eesti 1927. 247 S.
- Painaja poeg. Jutustus teoorjuse lõpult ('Sohn des Alptraums. Eine Erzählung vom Ende der Leibeigenschaft'). Tartus: Noor-Eesti 1935. 128 S.